# Nelly Restar
Nelly R. Restar (* 16. Dezember 1939 in der Provinz Aklan; † 22. August 2021 ebenda) war eine philippinische Leichtathletin.

## Leben
Nelly Restar nahm bei den Olympischen Spielen 1964 in Tokio im 4-mal-100-Meter-Staffelwettkampf teil. Das philippinische Quartett schied jedoch bereits im Vorlauf aus. Bei den Asienspielen 1966 belegte sie über 80 Meter Hürden den fünften Platz. Zwei Jahre später beendete sie ihre Karriere und arbeitete als Bibliothekarin für das Cebu Institute of Technology und unterrichtete an Schulen in ihrer Heimatprovinz Aklan. 
Im April 2021 erlitt Restar einen Schlaganfall und wurde bettlägerig. Im August des Jahres starb sie im Alter von 81 Jahren.